# Novaja (přítok Chatangy)
Novaja (Новая) je řeka v Krasnojarském kraji v Rusku. Je 411 km dlouhá. Povodí má rozlohu 16 500 km².

## Průběh toku
Protéká přes Severosibiřskou nížinu. Ústí zleva do Chatangy.

## Vodní režim
Zdroj vody je sněhový a dešťový.

## Využití
Řeka je bohatá na ryby (muksun, nelma, siven).